# العلاقات السنغافورية الكوبية
العلاقات السنغافورية الكوبية هي العلاقات الثنائية التي تجمع بين سنغافورة وكوبا.

## مقارنة بين البلدين
هذه مقارنة عامة ومرجعية للدولتين:
| وجه المقارنة                                              | سنغافورة                                                             | كوبا                              |
| --------------------------------------------------------- | -------------------------------------------------------------------- | --------------------------------- |
| المساحة (كم2)                                             | 719                                                                  | 109.88 ألف                        |
| عدد السكان (نسمة)                                         | 5.89 مليون                                                           | 11.48 مليون                       |
| الكثافة السكانية (ن./كم²)                                 | 819.19 ألف                                                           | 104.48                            |
| العاصمة                                                   | سنغافورة                                                             | هافانا                            |
| اللغة الرسمية                                             | لغة إنجليزية، اللغة الملايو، اللغة الصينية القياسية، اللغة التاميلية | اللغة الإسبانية                   |
| العملة                                                    | دولار سنغافوري                                                       | بيزو كوبي، بيزو كوبي قابل للتحويل |
| الناتج المحلي الإجمالي (بليون دولار)                      | 323.91 مليار                                                         | 87.13 مليار                       |
| الناتج المحلي الإجمالي (تعادل القوة الشرائية) بليون دولار | 472.59 مليار                                                         |                                   |
| الناتج المحلي الإجمالي الاسمي للفرد دولار أمريكي          | 52.89 ألف                                                            |                                   |
| الناتج المحلي الإجمالي للفرد دولار أمريكي                 | 82.76 ألف                                                            |                                   |
| مؤشر التنمية البشرية                                      | 0.925                                                                | 0.769                             |
| رمز المكالمات الدولي                                      | +65                                                                  | +53                               |
| رمز الإنترنت                                              | .sg                                                                  | .cu                               |
| المنطقة الزمنية                                           | ت ع م+08:00، توقيت سنغافورة المنسق ‏                                  | 00                                |

## منظمات دولية مشتركة
يشترك البلدان في عضوية مجموعة من المنظمات الدولية، منها:
| علم المنظمة | اسم المنظمة                   | تاريخ انضمام سنغافورة | تاريخ انضمام كوبا |
| ----------- | ----------------------------- | --------------------- | ----------------- |
|             | يونسكو                        | 8 أكتوبر 2007         | 29 أغسطس 1947     |
|             | منظمة حظر الأسلحة الكيميائية  | ?                     | ?                 |
|             | منظمة التجارة العالمية        | ?                     | ?                 |
|             | الاتحاد البريدي العالمي       | ?                     | ?                 |
|             | منظمة الشرطة الجنائية الدولية | ?                     | ?                 |
|             | الأمم المتحدة                 | 21 سبتمبر 1965        | 24 أكتوبر 1945    |
|             | الاتحاد الدولي للاتصالات      | 22 أكتوبر 1965        | 16 يناير 1918     |
|             | المنظمة الهيدروغرافية الدولية | ?                     | ?                 |
|             | تحالف الدول الجزرية الصغيرة   | ?                     | ?                 |

## وصلات خارجية
- موقع وزارة الخارجية السنغافورية
- موقع وزارة الخارجية الكوبية